# João Pires
Pour les articles homonymes, voir Pires.
João Pires, de son nom complet João António Gonçalves Correia Pires, (né le 19 novembre 1970) est un footballeur portugais qui évoluait au poste d'ailier gauche.

## Biographie
Né à Cascais, Pires a commencé au Sporting Alapraia, où il a passé trois saisons avant de terminer sa formation au SL Benfica en 1989. Ses deux premières saisons en tant que professionnel se sont déroulées en prêt à Estoril-Praia, où il les a aidés à obtenir la promotion en première division portugaise lors de la saison 1990–91, avec 37 apparitions et trois buts.
En 1991, il est rappelé à Benfica mais ne joue que deux fois durant la saison 1991–92, un match du premier tour de la Coupe des clubs champions 1991-1992 contre les Hamrun Spartans et une rencontre de championnat contre Marítimo lors de la 24e journée.,, Il quitte le club l’année suivante et retourne à Estoril-Praia, où il dispute une concurrence avec Ilia Voynov pour le poste d’ailier gauche dans le onze de départ, jouant 27 matchs de championnat en deux saisons.
En 1994, à 24 ans, il rejoint Académica où il reste cinq ans et demi, remportant une promotion en 1996–97, totalisant près de 80 matchs entre la deuxième division et l’élite. En janvier 1999, il signe un contrat de deux ans avec le FC Alverca, les aidant à finir 14e et à éviter la relégation. Il change à nouveau de club durant l’été, rejoignant l'Estrela Amadora le 17 juin 1999, après avoir résilié son contrat avec Alverca.
Il raccroche les crampons en 2002 après deux saisons avec le GD Estoril-Praia.
Au total durant sa carrière, il dispute 62 matchs en première division portugaise.